# Turn It Up (skladba)
"Turn It Up" je píseň britské popové zpěvačky-skladatelky Pixie Lott. Píseň pochází z jejího debutového studiového alba Turn It Up. Produkce se ujali producenti Jonas Jeberg a Cutfather.

## Hitparáda
| Žebříček | Příčka |
| -------- | ------ |
| Anglie   | 11     |
| Irsko    | 20     |